# Hibernación

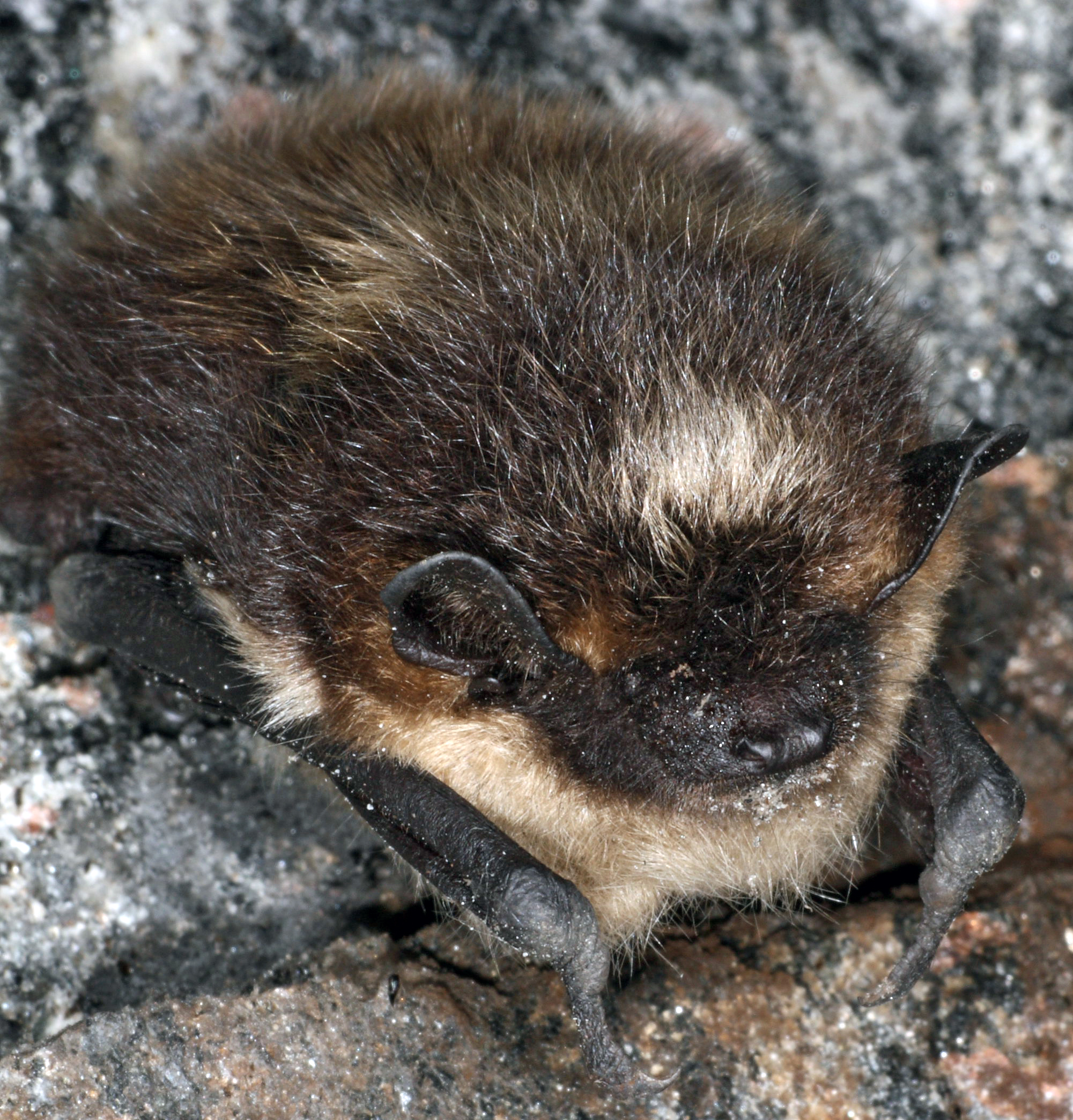
Murciélago Eptesicus nilssonii hibernando.

La hibernación es el estado de descanso en el que algunos animales se sumergen durante los meses de invierno. Durante la hibernación el metabolismo de estos animales decrece hasta un nivel muy bajo, además de tener una temperatura corporal y una frecuencia respiratoria inferiores a lo normal. Durante este periodo utilizan las reservas energéticas almacenadas en sus cuerpos durante los meses más cálidos. Este fenómeno, en su grado más alto, es característico de los animales homeotermos (de sangre caliente) como los osos pardos, pero también en  animales de sangre fría (poiquilotermos) como las mariquitas se han observado cambios similares. No todos los animales emplean el mismo método para hibernar; esto depende de su tipo de sangre y de otras características.
La hibernación es uno de los grandes enigmas del mundo animal. Es algo más que un sueño profundo. El animal baja sus pulsaciones y su respiración, y la digestión prácticamente se detiene. Al empezar el invierno, el animal debe haber aumentado sus reservas de lípidos, que se van consumiendo paulatinamente para suplir las necesidades energéticas del organismo durante lo que puede compararse con un largo sueño.
La hibernación en seres humanos se ha propuesto como solución a los largos períodos de tiempo en los viajes espaciales a las estrellas. Muchas obras y películas de ciencia ficción la incluyen.

## Hibernación obligada
Los hibernadores obligados son animales que espontánea y anualmente entran en hibernación, independientemente de la temperatura ambiente y el acceso a los alimentos. Los hibernadores obligados incluyen muchas especies de ardillas terrestres, otros roedores, lémures ratón, erizo europeo y otros insectívoros, monotrematas, y marsupiales.
La temporada de invierno típica para los hibernadores obligados se caracteriza por períodos de letargo interrumpidos por excursiones periódicas y eutéricas, durante los cuales las temperaturas y las frecuencias cardíacas se restauran a niveles más típicos. La causa y el propósito de estas excitaciones aún no está claro; la pregunta de por qué los hibernadores pueden regresar periódicamente a las temperaturas normales del cuerpo han afectado a los investigadores durante décadas, y aunque todavía no hay una explicación clara, hay múltiples hipótesis sobre el tema. Una hipótesis aceptada es que los hibernadores construyen un «deuda de sueño» durante la hibernación, y por lo tanto, ocasionalmente deben calentarse para dormir. Esto ha sido respaldado por la evidencia en el suslic ártico. Otras teorías postulan que breves períodos de alta temperatura corporal durante la hibernación permiten al animal restaurar sus fuentes de energía disponibles, o iniciar una respuesta inmunitaria.
Los suslic árticos durante la hibernación pueden exhibir temperaturas abdominales tan bajas como −2,9 Cº, manteniendo temperaturas abdominales bajo cero durante más de tres semanas cada vez, aunque las temperaturas en la cabeza y el cuello permanecen en 0 °C o superiores.

## Hibernación de animales homeotermos
En este tipo de animales se inicia una preparación interna varias semanas antes de comenzar el estado de hibernación. Cuando la temperatura atmosférica decrece a un cierto nivel, el individuo se duerme, lo que provoca que la frecuencia cardíaca baje radicalmente; el número de respiraciones disminuye de modo equiparado y la temperatura orgánica desciende notablemente. En esta situación pareciera que el animal estuviese muerto, hasta el punto de que la piel resulta fría al tacto y en algunos casos se puede manipular al individuo, incluso con brusquedad, sin que este se despierte.